# 全国ハモネプリーグ LIVE!
『全国ハモネプリーグ LIVE!』（ぜんこくハモネプリーグ ライヴ）は、『力の限りゴーゴゴー!!』の人気コーナー「ハモネプ」から誕生した企画アルバムである。

## VOL.1

### 収録曲
1. プレイバックPart2 / ア・カッペラーズ
2. YESTERDAY / 桐朋コーラス同好会
3. 宇宙戦艦ヤマト / バカ安
4. どうにもとまらない / こすへらす
5. 長い間 / きのこやま
6. 学園天国 / HATCH
7. ALONE / ティッピ
8. SHAKE / HA2
9. 夜桜お七 / 三日間(みかん)
10. ああ人生に涙あり / なめこJill
11. BELIEVE / ぽち
12. 浪漫飛行 / MUkko
13. サンキュ. / こぶ茶
14. フラワー / 206
15. Distance / Voice Limited
16. PRIDE / プルミエ
17. LOVE SONG / NORTH
18. 花 / うりずん娘
19. KISS OF LIFE / レプリカ
20. Let it be / 池っちゃーず
21. promise / GONINGUMI
22. 心の旅 / the CAST
23. I DON'T WANT TO MISS A THING / チン☆パラ
24. Escape / ぽち
25. イッショウケンメイ。 / ゴーゴゴーオールスターズ

## VOL.2

### 収録曲
1. 勝手にシンドバッド / ア・カッペラーズ
2. TOKIO / きゅぅ~!!
3. マジンガーZ / バカ安。
4. 涙のキッス / ブラスターズ
5. WHITE BREATH / チン☆パラ
6. WHITE LOVE / ラヴァーズ
7. スリル / 男の達人(メンタツ)
8. SAY YES / NORTH
9. ギザギザハートの子守唄 / Voice Limited
10. Body Feels EXIT / ナナレンプ
11. さそり座の女 / delicious★delicious
12. キッスは目にして! / ビタミン☆S
13. $10 / Girlz II Men
14. そばかす / Z☆MA
15. Man&Woman~Everything / レプリカ
16. 島唄 / うりずん娘
17. Diamonds / ぽち
18. あなたのキスを数えましょう~You were mine~ / Z☆MA
19. IT'S MY LIFE / チン☆パラ
20. 歩いて帰ろう / ぽち
21. らいおんハート / レプリカ
22. イッショウケンメイ。 / ゴーゴゴーオールスターズ

## VOL.3

### 収録曲
1. 太陽にほえろ!のテーマ~CAT'S EYE / 34☆K察
2. 星のかけらを探しに行こう Again / おふくろパブ
3. 魔法使いサリー / 蒸し焼き
4. LA・LA・LA LOVE SONG / NORTH
5. 名もなき詩 / スウィートポテト
6. CROSS ROAD / きゅう~!!
7. 私の彼は左きき / のん♪たん
8. 大都会 / ア・カッペラーズ
9. Boys & Girls / BUBUCA
10. 夢 / MOCO
11. 熱くなれ / Z☆MA
12. さよなら人類 / Coo
13. 狙いうち / ラヴフェイク
14. DESIRE-情熱- / ビタミン☆S
15. ROCKET DIVE / ダーツ
16. Marionette / 半熟
17. 青い珊瑚礁~夏の扉~天国のキッス~渚のバルコニー~赤いスイートピー~瞳はダイアモンド / シトラス
18. フラワー / COLLECTION
19. あなたに逢いたくて~MISSING YOU~ / Z☆MA
20. 川の流れのように / ア・カッペラーズ
21. Another Orion / NORTH
22. HOWEVER / ダーツ
23. イッショウケンメイ。 / ゴーゴゴーオールスターズ